# Jean Baptiste Edmond Richer
Pour les articles homonymes, voir Richer.
Jean Baptiste Edmond Richer  est un officier de marine français, né à Saint-Pierre (Martinique) le 8 mars 1762, et mort à Toulon le 6 février 1820 . 

## Biographie
Il a embarqué à l'âge de 11 ans sur le cutter le Surveillant qui était commandé par son père. Pendant la guerre d'indépendance des États-Unis il a servi dans l'armée navale du comte de Grasse sur le vaisseau Le Citoyen sur lequel il a reçu sept blessures dans autant de combats.
Il est lieutenant de vaisseau en 1796 et commande la corvette La Bayonnaise, de 24 canons de 8 en batterie et 8 canons sur les gaillards. Le 24 frimaire an VII (14 décembre 1798), il a soutenu un combat de quatre heures au large de l'île de Ré contre la frégate de 40 canons L'Ambuscade devenue anglaise par la prise qui en avait été faite dans la bataille navale de Lough Swilly, le 12 octobre 1798, entre la division Bompard et une escadre anglaise. Cette frégate a été reprise par abordage. La corvette a été tellement abîmée qu'elle a dû être remorquée par sa prise pour aller à Rochefort. Il a été blessé pendant ce combat qui lui a valu le grade de capitaine de vaisseau.
Du 30 juin 1799 au 15 septembre 1801, il a rempli une mission en Égypte à bord de la frégate La Régénérée. Malgré la présence de 25 vaisseaux anglais et 30 frégates de la même nation il a pu entrer à Alexandrie, mais i a dû abandonné son vaisseau après la capitulation de la ville.
Il est repassé en France où il a commandé Le Héros qui a été envoyé en Amérique, puis il a été mis à la tête d'une division et d'un bataillon de la flottille jusqu'en 1809. Il est admis à la retraite en 1816.

## Distinctions
- Officier de la Légion d'honneur, le 26 prairial an XII (16 juin 1804)[1].
- Chevalier de Saint-Louis